# A2058
A2058 （亦稱ATCC CRL-11147）是人類惡性黑色素瘤細胞系，最初分離自一位43歲的人類男性轉移性腦癌患者。A2058細胞具有高度移動特性，並且表達神經生長因子及神經生長因子受體。高度醣基化的CD93跨膜蛋白分佈在A2058細胞的細胞膜，尤其在細胞與細胞接觸的位置，其延展面積比載體控制細胞為大，並且促進細胞間緊密的接觸，故而加入CD93抗體及耗盡細胞培養基中的鈣離子會破壞以CD93蛋白作為媒介的A2058細胞貼附。有研究指出蜜蜂蜂毒會誘發A2058細胞的凋亡，短時間內便可令胞體外與內質網的鈣離子進入細胞內，所以鈣離子在細胞內的濃度會快速上升。

## 外部連結
- Cellosaurus entry for A2058（页面存档备份，存于）